# Калімба (родовище)
Калімба (англ. Kalimba) — група мідно-кобальтових стратиформних родовищ в Замбії. Геологорозвідувальні роботи проведені в 1995—1999 роках.

## Характеристика
Унікальні за ресурсами кобальту і сприятливими умовами залягання (глибина до 120 м). За даними на серпень 2000 р., виявлені ресурси тільки одного з чотирьох родовищ групи — Нама (Nama) становлять 950 млн т руди з сер. вмістом кобальту 0.03 %. Порівнянними ресурсами кобальту володіють тільки всі родовища Бушвелдського комплексу разом узяті.
До групи Калімба входять родовища Калімба, Нама, Нгоса (Ngosa) і Луамфула (Luamfula). Вони займають площу в 1148 км². Найвивченішим з них є родовище Нама, розташоване на півн.-захід від м. Чилілабомбве, на кордоні з Демократичною республікою Конго і відкрите першим з родовищ групи. Виявлено чотири рудних тіла, що отримали назву Аномалії «А», «В», «С», «D». Рудні тіла пластові, залягають в докембрійських глинистих сланцях, пісковиках і конґломератах. Руди вкраплені, з сульфідами кобальту, міді і заліза; зустрічаються сульфідні прожилки і невеликі жили. Виявлені ресурси однієї тільки Аномалії «С» за станом на кінець 1996 р. становили 218 млн т руди, що містить в середньому 0.03 % кобальту.
Станом на 2001 р. освоєння цих об'єктів планують канадська компанія Caledonia Mining Corp. спільно з австралійською компанією BHP World Minerals Inc.